# Enigma-K

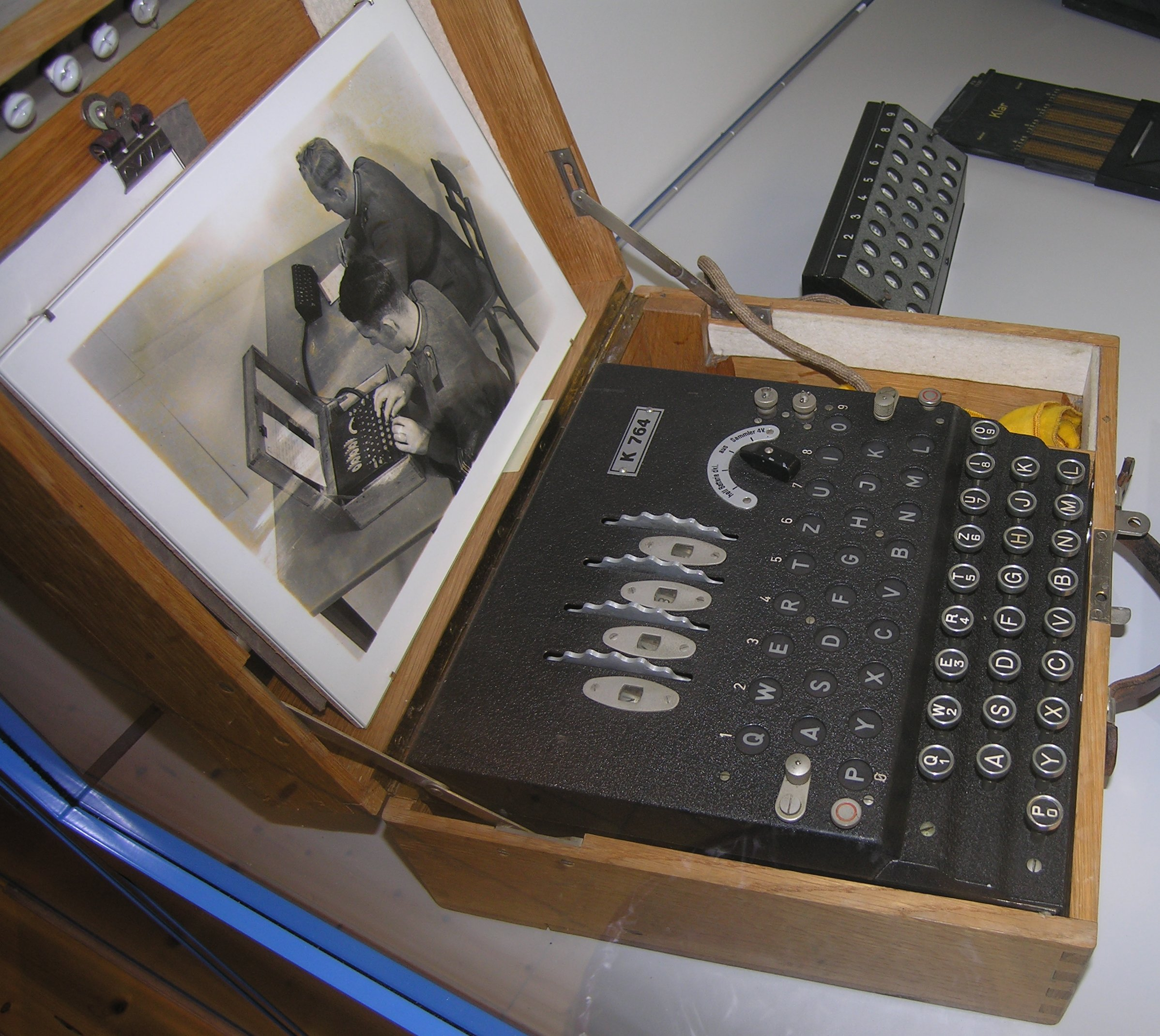
Enigma-K für die Schweizer Armee

Bei der Enigma-K (auch: Enigma K oder Enigma Modell K) handelt es sich um ein Modell der Rotor-Schlüsselmaschine Enigma.

## Geschichte

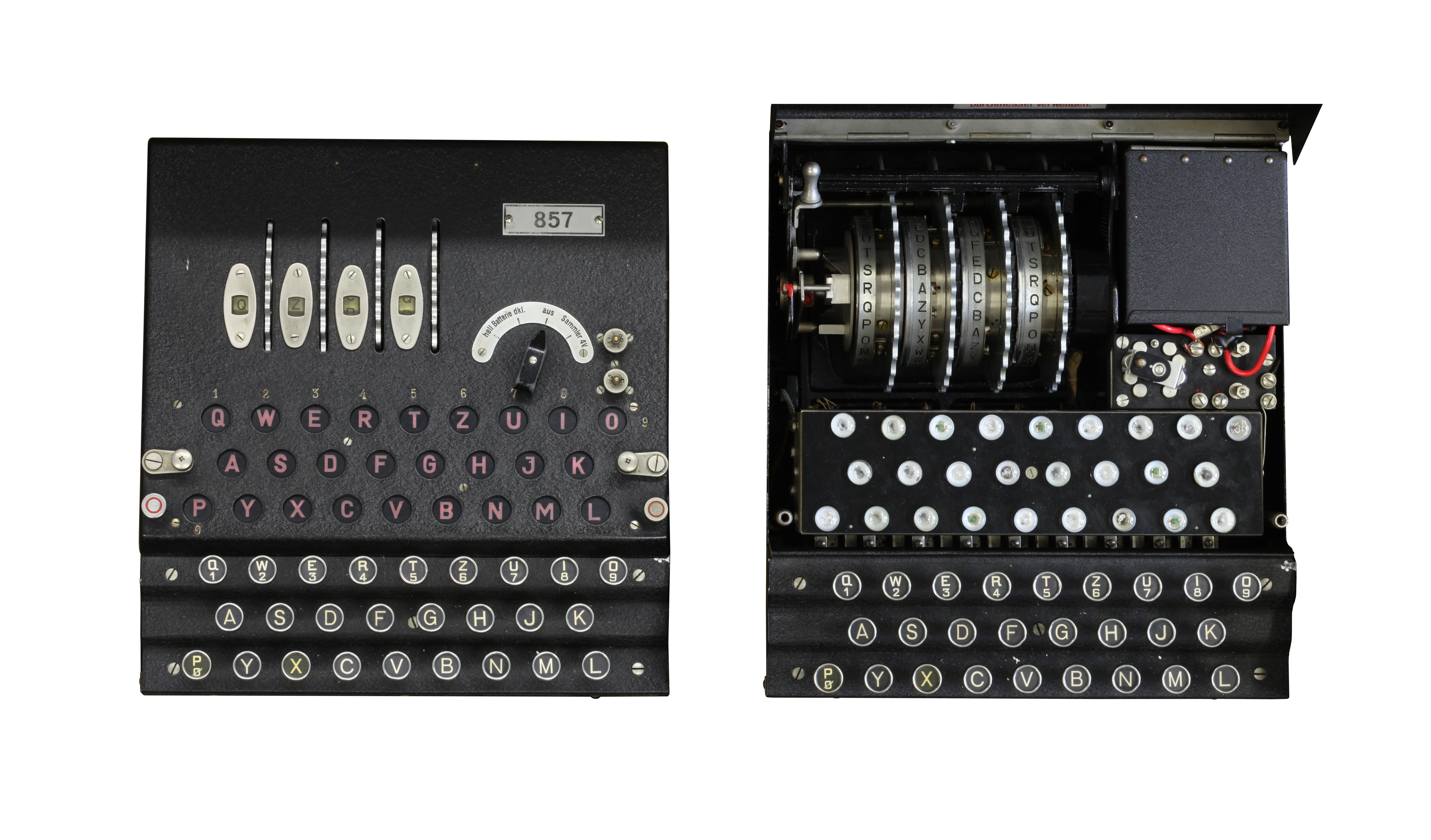
Blick auf Walzensatz, Lampenfeld und Tastatur
(rechts: bei geöffnetem Deckel)

In der langen Geschichte der unterschiedlichen Enigma-Modelle war die im Jahr 1927 eingeführte Enigma‑K, wie ihre direkten Vorläufermodelle, die Enigma‑C von 1925 und die 1926 eingeführte Enigma‑D (siehe auch: Stammbaum der Enigma unter Weblinks), eine „Glühlampenmaschine“. Sie nutzte also zur Ausgabe Glühlämpchen, und kein Typenrad oder Typenhebel wie die Handelsmaschine und die sogenannte Schreibende Enigma oder – etwas später – die Enigma‑H.

## Aufbau
Im Vergleich zum Vorgänger Enigma‑D wies die Enigma‑K nur geringfügige praktische Verbesserungen auf und war kryptographisch nahezu identisch zu ihr. Zugleich war sie eins der kommerziell erfolgreichsten Enigma-Modelle und wurde auf Kundenwunsch speziell modifiziert.

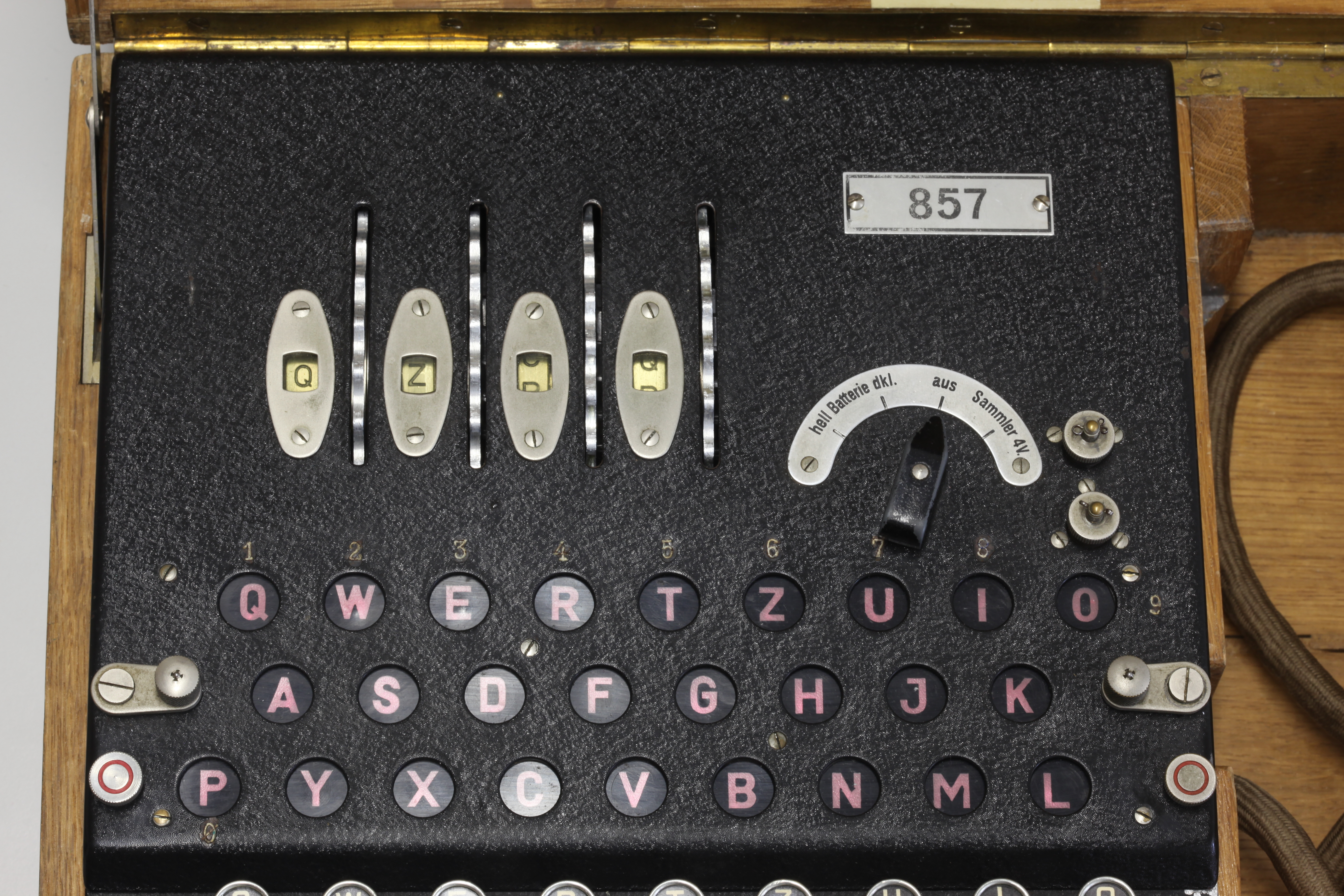
Lampenfeld einer Enigma‑K

Tasten und Lampen wurden in einer QWERTZU-ähnlichen Belegung angeordnet, wobei hier die Buchstabentasten und die Lampen der oberen Reihe zusätzlich mit den Ziffern 1 bis 9 belegt waren und die Taste sowie Lampe P (unten links) mit der Ziffer 0 (Null):
```
   Q   W   E   R   T   Z   U   I   O
    A   S   D   F   G   H   J   K
 P   Y   X   C   V   B   N   M   L

```

Die Umkehrwalze (UKW), die beim Modell C noch fest eingesetzt wurde, konnte bei der Enigma‑K (wie auch bei der Enigma‑D), ähnlich wie ihre drei rotierenden Walzen, auf eine von 26 unterschiedliche Stellungen (A–Z) manuell eingestellt werden. Die UKW war also „setzbar“, rotierte allerdings beim Schlüsselvorgang nicht mit. Die rotierenden Walzen befanden sich nun auf einer herausnehmbaren Achse. Dies erlaubte es, die „Walzenlage“, also die Reihenfolge der drei rotierenden Walzen innerhalb des Walzensatzes, leicht zu verändern. Drei Walzen ergeben 3·2·1 = 6 mögliche unterschiedliche Walzenlagen. Im Vergleich zum Vorgängermodell, der Enigma-D, bei der die einzelne Kerbe jedes der drei verfügbaren Rotoren fest mit dem Rotorkörper verbunden war, saßen die Kerben bei den Rotoren der Enigma-K nunmehr an den drehbaren Buchstabenringen. Dadurch war es nun möglich, die Kerbenposition auf je 26 Alternativen gegen die Rotorinnenverdrahtung zu verstellen ("Ringstellung", Patent von Willi Korn, erstmals in der Enigma K). Der Schlüsselraum der Enigma‑K berechnet sich aus dem Produkt der 6 Walzenlagen und den 26*26*25*26 = 26*16.900 unterschiedlichen Walzenstellungen (für UKW und die drei rotierenden Walzen) sowie den nun 676 verschiedenen Ringstellungen pro Walzenlage (nur relevant am rechten und mittleren Rotor) zu 6 × 439.400 x 676 = 6 × 26^5 × 25 = 1.782.206.400 oder etwa 31 bit. Die genaue Verdrahtung der Walzen ist im Kapitel Walzenverdrahtung des Artikels über die Enigma-Walzen angegeben.

## Varianten

### Schweizer Enigma-K

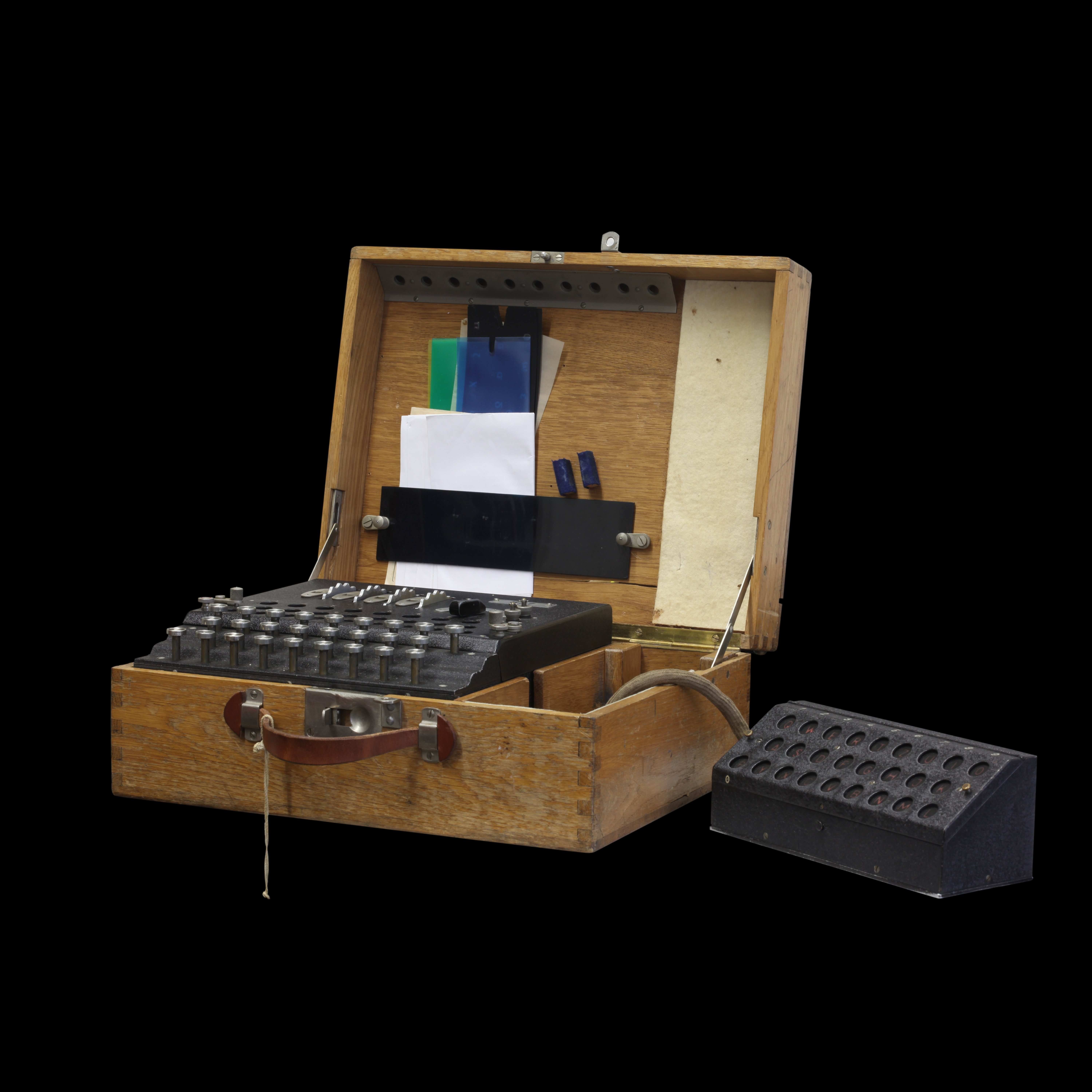
Enigma-K mit angeschlossenem Fernlesegerät

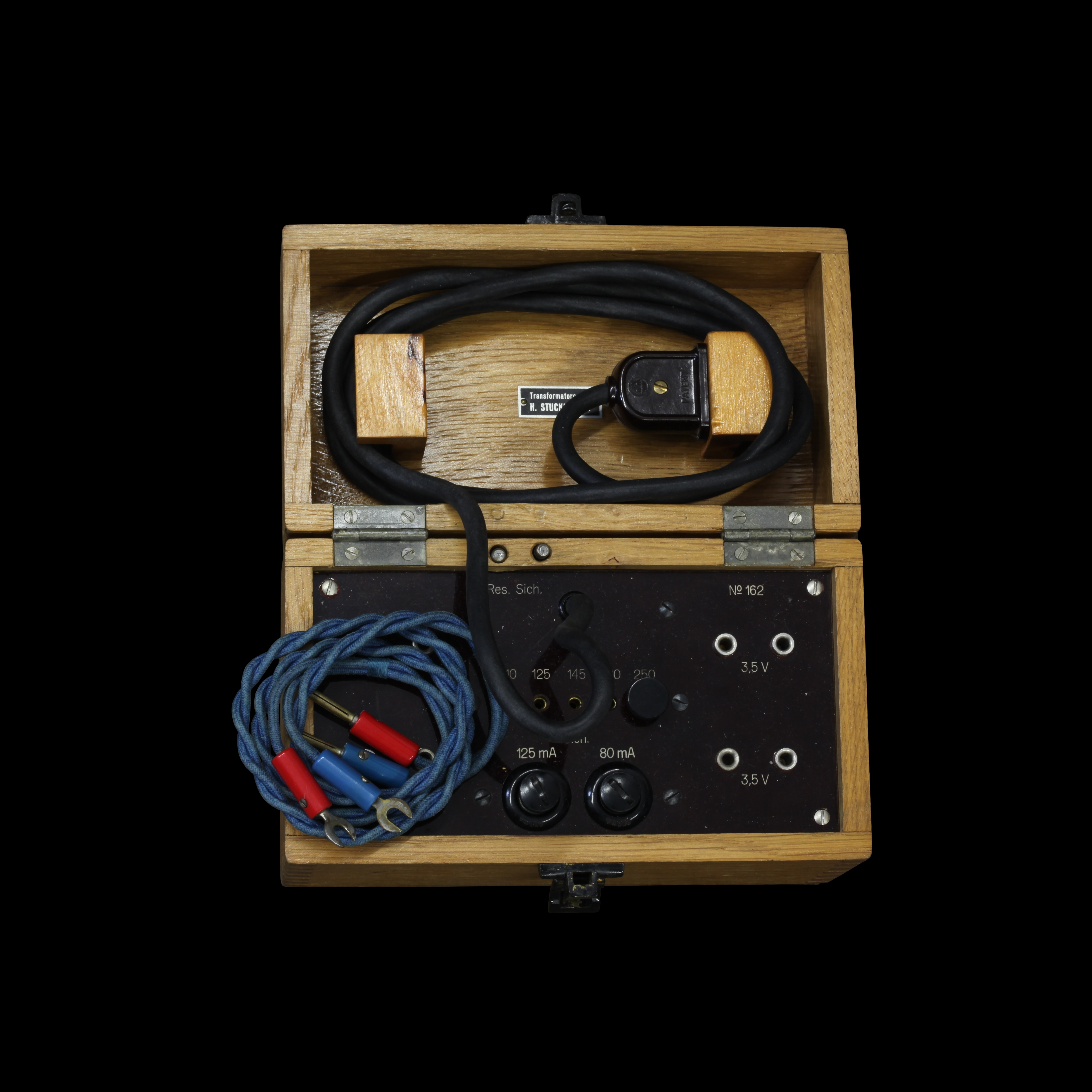
Externe Stromversorgung

Im Jahr 1938 wurde die Enigma‑K speziell für die Schweizer Armee modifiziert. Sie erhielt ein zusätzliches externes Lampenfeld, genannt Fernlesegerät sowie eine separate Stromversorgung. Die Schweizer verdrahteten die Walzen neu und änderten alle drei Monate die Walzenverdrahtung ihrer Maschinen. Heute geht man davon aus, dass Nazi-Deutschland den verschlüsselten Funkverkehr der Schweiz mühelos abhören konnte.

### Enigma-KD
Die Enigma-KD (auch: K.D. Enigma) war im Prinzip eine Enigma‑K, also eine steckerlose Dreiwalzen-Maschine (plus UKW). Zur Auswahl standen hierbei sechs neu verdrahtete Walzen mit jeweils neun Übertragskerben. Als wesentliche kryptographische Innovation verfügte die Maschine über eine frei verdrahtbare UKW, genannt Umkehrwalze D.
Durch die hohe Anzahl von 9 Kerben pro Rotor (immer an den gleichen Buchstabenpositionen bei allen sechs Rotoren) und die auch bei diesem Enigma-Modell vorhandene irreguläre Fortschaltung des mittleren Rotors ("Double stepping anomaly") wird die Periodenlänge im Vergleich zu jener der Enigma I (26*(26 - k)*26 = 16.900) mit Rotoren mit jeweils einer Kerbe (k = 1) auf (26*(26 - k)*26) = 26*17*26 = 11.492 (k = 9) gesenkt. Das hatte Auswirkungen auf die maximale Länge eines Funkspruches, der nun möglichst kurz gehalten werden musste, um zu verhindern, dass zwei Funksprüche mit einem gemeinsamen Intervall an aufeinanderfolgenden Schlüsselalphabeten überlappend und phasengleich ("in depth") verschlüsselt wurden (siehe Wikipedia Beitrag "Depth (Kryptologie)"). Eine höhere Kerbenzahl macht die Rotorbewegung unregelmäßiger, verkürzt aber immer auch die Periodenlänge !
Der Einsatz der Maschine wurde von den Alliierten zum ersten Mal am 3. Dezember 1944 beobachtet. Sie diente dem „Militärischen Amt“ (Mil Amt) im Reichssicherheitshauptamt (RSHA) zur Verschlüsselung von Funksprüchen und wurde zwischen den deutschen Militärattachés in Madrid beziehungsweise Lissabon und dem OKH in Berlin eingesetzt. Sie wurde eingeführt, um die bis dahin genutzte Enigma G der Abwehr zu ersetzen bzw. zu ergänzen.

### Enigma-T
Auch die 1943 in Betrieb genommene Enigma‑T (Tirpitz-Maschine), die speziell für den Nachrichtenverkehr der beiden Kriegsverbündeten Deutschland und Japan konzipiert war, kann als eine Variante beziehungsweise Nachfolgerin der Enigma‑K aufgefasst werden. Charakteristisch ist hier der Einsatz von Walzen mit fünf Übertragskerben (siehe auch: Übertragskerben der Enigma‑T). Bei der Enigma T gab es sogar acht Rotoren zur Auswahl. Und die immer fünf Kerben saßen (ungünstig !) nicht immer an den gleichen Buchstabenpositionen. Wie bei der Enigma KD hat die höhere Anzahl an Kerben auch hier eine Verkürzung der Periodenlänge auf diesmal 26*21*26 = 14.196 Chiffrierschritte zur Folge. Damit sinken auch gleichzeitig die Anzahl nutzbarer Schlüsselalphabete (14.196) pro Rotorlage und Ringstellung sowie der Schlüsselraum der Grundstellungen (369.096 anstatt 16.900 bei der Enigma I).